# 246 Asporina
246 Asporina (mednarodno ime je tudi 246 Asporina) je asteroid tipa R v glavnem asteroidnem pasu. 
Odkril ga je Alphonse Louis Nicolas Borrelly 6. marca 1885.. Asteroid je poimenovan po Asporini, boginji, ki so jo častili v Mali Aziji.